# Tipula (Lunatipula) polingi
Tipula (Lunatipula) polingi is een tweevleugelige uit de familie langpootmuggen (Tipulidae). De soort komt voor in het Nearctisch gebied.